# WTA Tour Championships 2001 - Doppio
Il doppio del WTA Tour Championships 2001 è stato un torneo di tennis facente parte del WTA Tour 2001.
Martina Hingis e Anna Kurnikova, le detentrici del titolo, non hanno partecipato a questa edizione.
Nella finale, Lisa Raymond e Rennae Stubbs hanno sconfitto Cara Black e Elena Lichovceva con il punteggio di 7–5, 3–6, 6–3.

## Teste di serie
1. Lisa Raymond /  Rennae Stubbs (campionesse)
2. Kimberly Po /  Nathalie Tauziat (semifinali)

1. Cara Black /  Elena Lichovceva (finale)
2. Virginia Ruano Pascual /  Paola Suárez (semifinali)

## Tabellone

### Legenda
| - Q = Qualificato - WC = Wild card - LL = Lucky loser | - ALT = Alternate - SE = Special Exempt - PR = Protected Ranking | - w/o = Walkover - r = Ritirato - d = Squalificato |